# 比施布伦
比施布伦是德国巴伐利亚州的一个市镇。总面积36.95平方公里，总人口1793人，其中男性900人，女性893人（2011年12月31日），人口密度49人/平方公里。